# Тандер-Бей (округ)
 Тандер-Бей  (англ. Thunder Bay District) — округ у провінції 
Онтаріо, Канада. Округ є переписним районом та адміністративною одиницею провінції. Найбільшим містом і адміністративним центром округу є однойменне місто — Тандер-Бей. Населення — 149 063 чол. (За переписом 2006 року).

## Географія

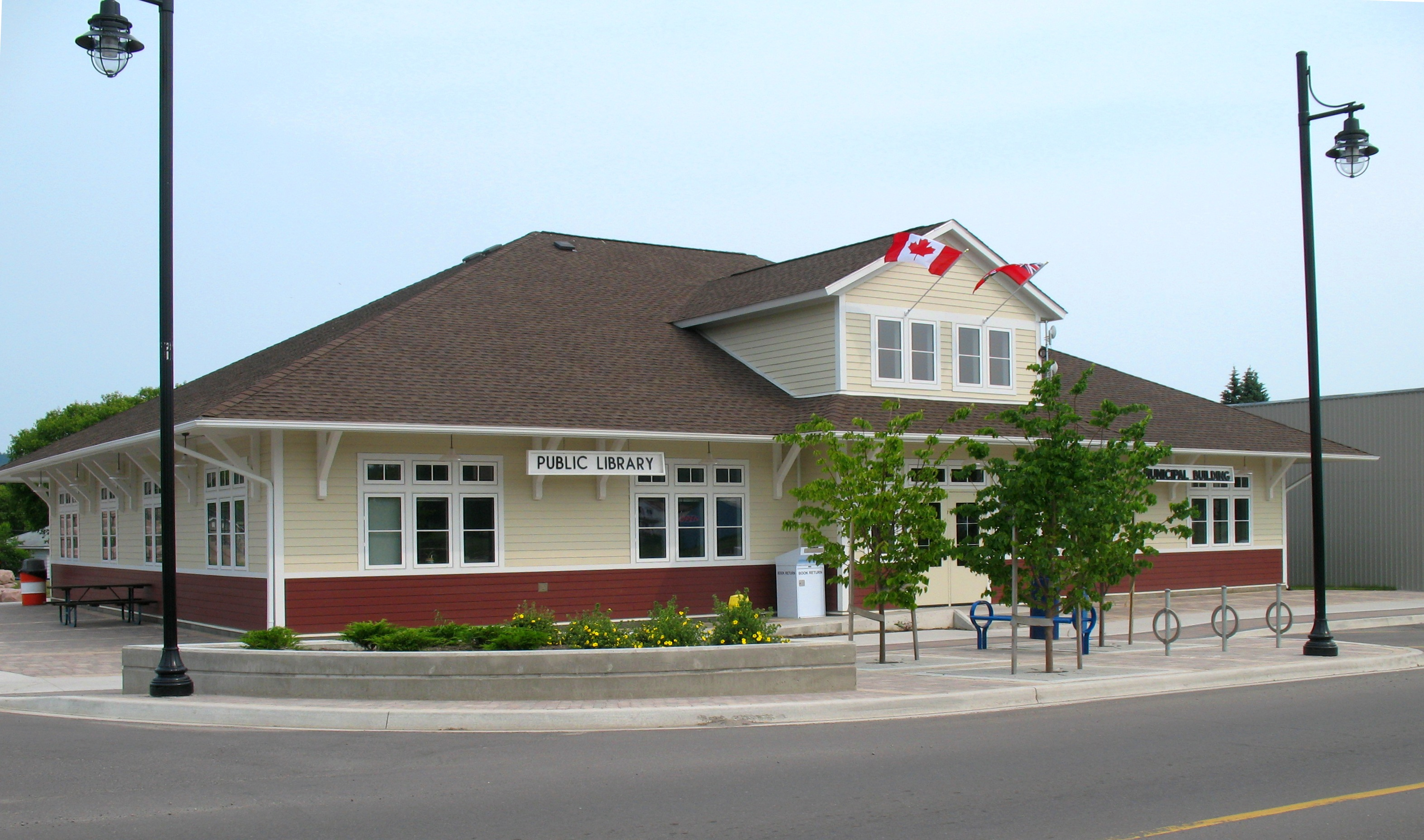
Будівля публічної бібліотеки в Ніпіґоні, округ Тандер-Бей.

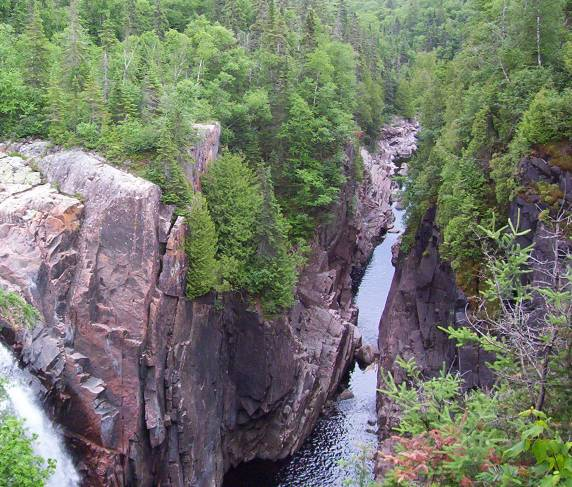
Ущелина і водоспади поруч з Террас-Бей.

Округ розташований на заході провінції Онтаріо, в регіоні Північно-Західне Онтаріо. Із заходу і півночі він межує з округом Кенора, на південному заході — з округом Рейні-Рівер, на півдні — з округами американського штату Міннесота, а також омивається водами озера Верхнього, на північному сході — з округом Кокран, на південному сході — з округом Алґома.

## Адміністративний поділ
До складу округу входять: 
- 3 міста, з них: 1 «сіті» — Тандер-Бей і 2 «тауни» — Грінстоун (англ. Greenstone, Ontario) й Маратон (англ. Marathon, Ontario);
- 12 тауншіпів: Конмі (англ. Conmee, Ontario), Доріон (англ. Dorion, Ontario), Джілліз (англ. Gillies, Ontario), Манітуведж (англ. Manitouwadge, Ontario), Нібінг (англ. Neebing, Ontario), Ніпіґон (англ. Nipigon), О'Коннор (англ. O'Connor, Ontario), Олівер-Пейпундж (англ. Oliver Paipoonge), Ред-Рок (англ. Red Rock, Ontario), Шрайбер (Онтаріо)|Шрайбер (англ. Schreiber, Ontario), Шуніа (англ. Shuniah, Ontario) й Террас-Бей (англ. Terrace Bay);
- 22 комуни (резервації) індіанців;
- 1 міжселищна територія — Тандер-Бей (англ. Unorganized Thunder Bay District).

## Населення
З приблизно 149 600 жителів, що населяють округ, 73305 становлять чоловіки і 75 775 — жінки. Середній вік населення — 41,7 років (проти 39,0 років в середньому по провінції). При цьому, середній вік чоловіків становить 41,1 року, а жінок — 42,3 (аналогічні показники по Онтаріо — 38,1 і 39,9 відповідно).
На території округу зареєстровано 71 635 приватних житлових приміщень, що належать 42 925 сім'ям.
Приблизно порівну поширені англійська і французька мови як рідні.
Найбільше місто — Тандер-Бей (він же — адміністративний центр округу) — 109 140 чол. (Трохи більше двох третин населення Кокрана, за переписом 2006 року).